# Angels on horseback
Gli angels on horseback ("angeli a cavallo") sono un antipasto inglese a base di ostriche avvolte nel bacon. Possono venire fritti, cotti nel forno o alla griglia e si consumano ancora caldi. Esistono diverse modalità per servire gli angels on horseback: in una delle loro varianti vengono infilzati con uno spiedino e in alcuni casi fungono da farcia per i canapè.
Gli angels on horseback non sono da confondere con i non troppo dissimili devils on horseback, che sono a base di frutta.